# Join Together
Join Together ist ein Livealbum der britischen Rockband The Who. Die Aufnahmen entstanden im Jahr 1989 bei der Jubiläumstour anlässlich des 25-jährigen Bestehens der Band.

## Entstehung
Die Live-Wiedergabe des Albums Tommy (1969) wurde bei zwei Wohltätigkeitsshows, am 27. Juni 1989 in der Radio City Music Hall in New York und am 24. August 1989 im Universal Amphitheatre in Los Angeles, mitgeschnitten und auf CD 1 veröffentlicht. Die Lieder auf CD 2 wurden zum Teil ebenfalls in New York und Los Angeles aufgenommen, der Rest stammt von anderen Konzerten der Tour: am 25. Juli 1989 im Pontiac Silverdome, Pontiac (Michigan); am 27. Juli 1989 im Carter-Finley Stadium, Raleigh (North Carolina); am 29. Juli 1989 im Tampa Stadium, Tampa (Florida); am 19. August 1989 im BC Place Stadium, Vancouver (Kanada) und am 22. August 1989 im Jack Murphy Stadium, San Diego (Kalifornien).

## Titelliste
Die Lieder stammen – wenn nicht anders angegeben – von Pete Townshend.

### CD 1
1. Overture/It’s a Boy – 5:26 (Los Angeles)
2. 1921 – 2:52 (Los Angeles)
3. Amazing Journey – 3:07 (Los Angeles)
4. Sparks – 4:36 (Los Angeles)
5. Eyesight to the Blind (The Hawker) von Sonny Boy Williamson II – 2:18 (New York)
6. Christmas – 4:25 (Los Angeles)
7. Cousin Kevin von John Entwistle – 3:56 (New York)
8. The Acid Queen – 3:44 (New York)
9. Pinball Wizard – 4:21 (New York)
10. Do You Think It’s Alright? – 0:23 (New York)
11. Fiddle About von John Entwistle – 1:39 (New York)
12. There’s a Doctor – 0:21 (Los Angeles)
13. Go to the Mirror! – 3:22 (Los Angeles)
14. Smash the Mirror – 1:09 (Los Angeles)
15. Tommy Can You Hear Me? – 0:58 (Los Angeles)
16. I’m Free – 2:09 (Los Angeles)
17. Miracle Cure – 0:25 (Los Angeles)
18. Sally Simpson – 4:18 (Los Angeles)
19. Sensation – 2:22 (Los Angeles)
20. Tommy’s Holiday Camp – 0:58 (New York)
21. We’re Not Gonna Take It – 8:44 (Los Angeles)

### CD 2
1. Eminence Front – 5:53 (Raleigh)
2. Face the Face – 6:15 (San Diego)
3. Dig – 3:46 (Los Angeles)
4. I Can See for Miles – 3:43 (Los Angeles)
5. A Little Is Enough – 5:06 (Pontiac)
6. 5:15 – 5:48 (Raleigh)
7. Love, Reign o’er Me – 6:49 (Los Angeles)
8. Trick of the Light von John Entwistle – 4:49 (Vancouver)
9. Rough Boys – 4:44 (Tampa)
10. Join Together – 5:15 (San Diego)
11. You Better You Bet – 5:40 (San Diego)
12. Behind Blue Eyes – 3:38 (Los Angeles)
13. Won’t Get Fooled Again – 9:30 (Pontiac)

## Besetzung

### The Who
- Roger Daltrey: Gesang, Tamburin, Mundharmonika, Akustik- und Rhythmusgitarre
- Pete Townshend: Lead-, Akustik- und Rhythmusgitarre, Gesang
- John Entwistle: E-Bass, Gesang

### Weitere Musiker
- Simon Phillips: Schlagzeug
- Steve „Boltz“ Bolton: Rhythmus- und Leadgitarre
- John Bundrick: Keyboards
- Billy Nicholls: Begleitgesang, musikalischer Leiter
- Cleveland Watkiss: Begleitgesang
- Chyna Gordon: Begleitgesang
- Jody Linscott: Perkussion
- Simon Clarke: Blechblasinstrumente
- Simon Gardner: Blechblasinstrumente
- Roddy Lorimer: Blechblasinstrumente
- Tim Saunders: Blechblasinstrumente
- Neil Sidwell: Blechblasinstrumente

## Veröffentlichungen und Charterfolge
Join Together wurde 1990 von Virgin Records im Vereinigten Königreich und von MCA Records in den Vereinigten Staaten veröffentlicht. Das Album wurde in den USA zunächst als 3er-LP-Set herausgebracht und erreichte im März 1990 Platz 188 in den Billboard 200, wo es zwei Wochen lang vertreten war; außerdem belegte das Album eine Woche lang Platz 59 der Britischen Musikcharts. Es wurde auch auf Kompaktkassette und als Doppel-CD veröffentlicht. Die Box enthält ein Booklet mit Informationen und Farbfotos der Tour. Das Album wurde dem verstorbenen Schlagzeuger Keith Moon gewidmet.